# Spodek
Spodek is een gebouw in de Poolse stad Katowice waarin onder andere sport- en muziekevenementen worden gehouden. Het gebouw kan 11.500 bezoekers ontvangen en heeft een totale oppervlakte van 29.473 m². De naam betekent 'schotel'.
Plannen voor het complex werden ontwikkeld vanaf 1955. De bouw startte in 1964 en werd 18 maanden stilgelegd wegens vermoedens van constructiefouten. Het werd geopend in 1971.
In Spodek vinden verschillende tentoonstellingen, wedstrijden en Europese en wereldkampioenschappen (Eurobasket, ijshockey, atletiek) plaats. Naast muziekfestivals en concerten van Poolse bands hebben onder andere Metallica (1987), Chuck Billy, Chumbawamba, Modern Talking en Alice in Chains opgetreden in Spodek. De volgende live-albums zijn er opgenomen:
- Hey - Live! (1994)
- Deep Purple - Live Encounters (dvd, 1996)
- Pearl Jam - 6/16/00 - Katowice, Poland (2000)
- Blaze Bayley - Alive in Poland (dvd, 2007)
- Dżem - 30 Urodziny (cd/dvd-box, 2009)